# Liste der Bodendenkmale in Senftenberg
In der Liste der Bodendenkmale in Senftenberg sind alle Bodendenkmale der brandenburgischen Stadt Senftenberg und ihrer Ortsteile aufgelistet. Grundlage ist die Veröffentlichung der Landesdenkmalliste mit dem Stand vom 31. Dezember 2020.
Die Baudenkmale sind in der Liste der Baudenkmale in Senftenberg aufgeführt.
|   | Gemarkung                        | Flur       | Kurzansprache | Bodendenkmalnummer | Bemerkung | Bild              |
| - | -------------------------------- | ---------- | --- | ------------------ | --------- | ----------------- |
| 1 | Brieske (Lage)                   | 1          | Dorfkern deutsches Mittelalter, Dorfkern Neuzeit | 80217              |           |                   |
| 2 | Hosena (Lage)                    | 1, 2, 4    | Dorfkern deutsches Mittelalter, Steinkreuz deutsches Mittelalter, Steinkreuz Neuzeit, Dorfkern Neuzeit | 80286              |           | Steinkreuz Hosena |
| 3 | Kleinkoschen (Lage)              | 1          | Dorfkern deutsches Mittelalter, Dorfkern Neuzeit | 80082              |           |                   |
| 4 | Kleinkoschen, Senftenberg (Lage) | 1, 23      | Siedlung Bronzezeit, Siedlung Eisenzeit | 80083              |           |                   |
| 4 | Niemtsch (Lage)                  | 1, 3       | Schloss Neuzeit, Siedlung Urgeschichte, Dorfkern deutsches Mittelalter, Dorfkern Neuzeit | 80112              |           |                   |
| 5 | Sedlitz (Lage)                   | 2          | Dorfkern Neuzeit, Dorfkern deutsches Mittelalter | 80186              |           |                   |
| 6 | Senftenberg (Lage)               | 13, 14     | Friedhof deutsches Mittelalter, Altstadt Neuzeit, Siedlung römische Kaiserzeit, Friedhof Neuzeit, Altstadt deutsches Mittelalter, Kirche Neuzeit, Rast- und Werkplatz Mesolithikum, Grab Neolithikum, Kirche deutsches Mittelalter | 80199              |           |                   |
| 7 | Senftenberg (Lage)               | 12, 13, 14 | Schloss Neuzeit, Festung Neuzeit, Burg deutsches Mittelalter | 80200              |           |                   |
| 6 | Senftenberg (Lage)               | 17         | Steinkreuz deutsches Mittelalter, Steinkreuz Neuzeit | 80202              |           |                   |
| 6 | Senftenberg (Lage)               | 15, 17, 19 | Dorfkern deutsches Mittelalter, Dorfkern Neuzeit, Kirche deutsches Mittelalter, Kirche Neuzeit, Friedhof deutsches Mittelalter, Friedhof Neuzeit                                                                                   | 80203              |           |                   |
| 6 | Senftenberg (Lage)               | 11, 23     | Dorfkern deutsches Mittelalter, Dorfkern Neuzeit | 80204              |           |                   |